# بوپرانولول
بوپرانولول (انگلیسی: Bupranolol) یک داروی مسدودکننده بتا غیرانتخابی بدون فعالیت سمپاتومیمتیک ذاتی (ISA)، اما با فعالیت تثبیت‌کننده غشایی قوی است. قدرت آن شبیه به پروپرانولول است.

## موارد مصرف و مقدار مصرف
مانند سایر مسدودکننده‌های بتا، بوپرانولول خوراکی را می توان برای درمان فشار خون بالا و تاکی‌کاردی استفاده کرد. دوز اولیه ۵۰ میلی‌گرم دو بار در روز است. می‌توان آن را تا ۱۰۰ میلی‌گرم چهار بار در روز افزایش داد. قطره چشمی بوپرانولول (۰٫۰۵٪ -۰٫۵٪) علیه گلوکوم استفاده می‌شود.

## فارماکولوژی
بوپرانولول به سرعت و به طور کامل از روده جذب می‌شود. بیش از ۹۰٪ تحت متابولیسم گذر اول قرار می‌گیرند. بوپرانولول نیمه عمر پلاسمایی آن حدود دو تا چهار ساعت است و سطوح آن هرگز در دوزهای درمانی به ۱ میکروگرم در لیتر نمی‌رسد. متابولیت اصلی کربوکسی بوپرانولول، ۴-کلرو-۳-[۳-(۱٬۱-دی متیل اتیلامین)-۲-هیدروکسی-پروپیلوکسی] بنزوئیک اسید است - یعنی گروه متیل در حلقه بنزن به یک گروه کربوکسیل اکسید می‌شود که ۸۸٪ از راه کلیه در عرض ۲۴ ساعت از بین می‌روند.

## عوارض جانبی، موارد منع مصرف، تداخلات
عوارض جانبی، موارد منع مصرف و تداخلات مشابه با سایر مسدودکننده های بتا است